# 片翼だけの天使
『片翼だけの天使』（かたよくだけのてんし）は、生島治郎が1984年に発表した小説。また、これを原作にした映画。

## 小説

### 内容
生島治郎が1984年に発表した私小説。
バツイチで56歳の推理作家・越路玄一郎は、ある日、友人に誘われて行ったトルコ風呂で風俗嬢の景子と出会う。韓国生まれで明るく気立てのよい景子に玄一郎は魅かれていく…。

## 映画

### 内容
1986年に映画化。R指定（15歳未満観覧禁止）。

### キャスト
左：演者名、右：役名  
- 二谷英明（越路玄一郎）
- 秋野暢子（岡野景子・トルコ嬢）
- タモリ（白井完介）
- 田村高廣（吉住鋭二）
- 北村和夫（村山晴夫）
- ケーシー高峰（岡野忠司）
- 宍戸錠（歯科医）
- 長門裕之（市井編集長）
- 多岐川裕美（悠起子）
- 葦原邦子（越路冬子）
- 伊藤克信（相良俊司）
- 高見知佳（西尾泰美）
- 加納竜（金岩）
- 原田力（鬼沢）
- 南麻衣子（トルコ嬢・箱根）
- 吉原正皓（ホテルの客）
- 鶴田忍（ホテルのフロント係）
- 友杉祐子（ホテルの交換手嬢）

### スタッフ
- 監督：舛田利雄
- 製作：原正人、石川洋
- プロデューサー：山下健一郎、高沢吉紀
- 脚本：田村孟
- 原作：生島治郎
- 撮影：矢田行男
- 美術：渡辺平八郎
- 照明：仲澤廣幸
- 音楽：三枝成彰
- 主題曲/主題歌：秋野暢子
- 録音：福島信雅
- 編集：井上治
- 助監督：高坂勉
- スチール：井本俊康
- 製作プロダクション：キネマ旬報社
- 配給：ヘラルド・エース

### 受賞
第60回キネマ旬報ベスト・テン主演女優賞（秋野暢子）